# ホテルセンチュリー21広島
ホテルセンチュリー21広島（ホテルセンチュリーにじゅういちひろしま、Hotel century 21 hiroshima）は、広島県広島市南区的場町一丁目にあるシティホテル。運営は東洋観光グループ。2022年（令和4年）8月末で閉館した。

## 客室
スイートルーム4室、和室(Japanese room)12室を含む全76室。洋室には、喫煙ルームと禁煙ルームとがある。
- 7階 - 10階　洋室フロア
- 6階　和室(Japanese room)フロア

## ビル

### 施設
- カフェリストランテ　フィレンツェ
- 京もみじ（日本料理）

### テナント
- 三松屋（貸衣装）
- スタジオ101（写真屋）
- わだ美容（美容院）

## アクセス
- 鉄道
  - 山陽新幹線・山陽本線広島駅徒歩4分
- 空
  - 広島空港から広島電鉄のリムジンバスが広島駅新幹線口に到着(50分)。

　　徒歩10～15分。
- 車
  - 山陽自動車道広島IC・広島東ICから30分